# 南城街道 (安陆市)
南城街道，是中华人民共和国湖北省孝感市安陆市下辖的一个乡镇级行政单位。

## 行政区划
南城街道下辖以下地区：
金沟村、刘庙村、肖杨村、万庙村、四里村、草庙村、杨林村、高庙村、闭刘村、陈沟东村、陈沟西村、黄河村、袁蒋村、山坡村、大湾村、仰棚村、大塘村、石桥村和肖万村。